# Nicolaus I av Lothringen
Nicolaus I av Lothringen, född 1448, död 1473, var regerande hertig av Lothringen från 1470 till 1473.